# جيم وارد (مدير فني)
جيم وارد (بالإنجليزية: Jim Ward)‏ هو مدير فني أمريكي، ولد في 2 يناير 1948، وتوفي في 26 أبريل 2001 في بوفالو في الولايات المتحدة.